# Gédéon Naudet
Pour les articles homonymes, voir Naudet.

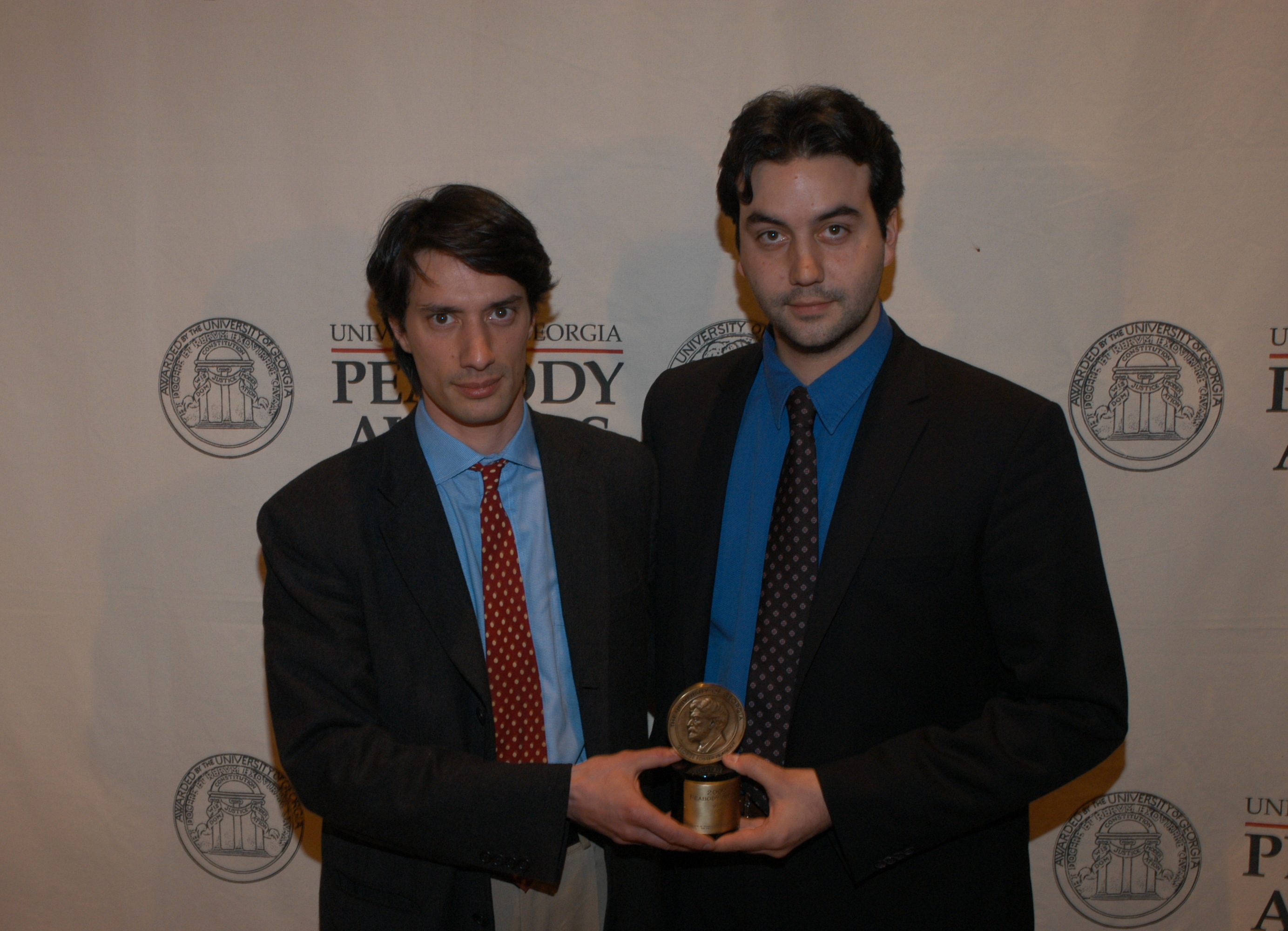
Gédéon Naudet et Jules Naudet avec un Peabody Award (2003)

Gédéon Naudet est un réalisateur et scénariste français, né le 27 mars 1970.

## Biographie
Il est le frère aîné du réalisateur Jules Naudet et le fils de Jean-Jacques Naudet. Il arrive aux Etats-Unis en 1989 avec sa famille. Avec son frère il s'inscrit à l'Université de New York, au département télévision et cinéma.
Il a participé à l'enregistrement des images du film New York : 11 septembre, en effectuant un reportage avec son frère sur les pompiers de New York lorsque les attentats contre le World Trade Center ont eu lieu le 11 septembre 2001. Il a ainsi pu filmer les évènements avec beaucoup d'images exclusives.

## Filmographie
- 1999 : Hope, Gloves and Redemption (TV)
- 2002 : New York : 11 septembre (9/11) (TV)
- 2007 : In God's Name (TV)
- 2011 : New York : 11 septembre, 10 ans après (9/11: 10 Years Later) (TV)
- 2013 : The Presidents' Gatekeepers (TV)
- 2015 : CIA, quand les patrons racontent (Spymasters: CIA in the Crosshairs) (TV)
- 2018 : 13 novembre : Fluctuat Nec Mergitur (November 13: Attack on Paris) (Netflix)
- 2021 : Notre-Dame de Paris, diffusé le 13 avril 2021 sur TMC.
- 2023 : Time Fighters : chaque minute compte sur Amazon Prime
- 2024 : Au cœur des jeux sur France TV